# دزدی زیستی
دزدی زیستی (که به عنوان استعمار علمی نیز شناخته می‌شود))به تصاحب غیرمجاز دانش و منابع ژنتیکی جوامع کشاورزی و بومی توسط افراد یا مؤسساتی اطلاق می‌شود که به دنبال کنترل انحصاری ذخایر ژنتیکی و ثبت مالکیت فکری یا ثبت اختراع هستند. در حالی که زیست‌دزدی به معنای جست‌وجوی منابع طبیعی برای یافتن ترکیبات شیمیایی ناشناخته با خواص دارویی یا ضد میکروبی است، موفقیت تجاری حاصل از این کاوش باعث می‌شود شرکت‌ها تلاش کنند حقوق مالکیت فکری خود را بر گیاهان دارویی بومی، بذرها، منابع ژنتیکی وطب سنتی حفاظت کنند.
علاوه بر این، اگر منابع زیستی و دانش سنتی از جوامع بومی یا محروم استخراج شود، تجاری‌سازی این منابع طبیعی می‌تواند به این جوامع آسیب برساند. با وجود فواید دارویی و نوآورانه کاوش زیستی و تحقیقات بیوشیمیایی، مصادره زمین‌های بومی برای دسترسی به منابع ژنتیکی بدون جبران عادلانه، به‌طور حتم منجر به بهره‌کشی می‌شود.
دزدی زیستی می‌تواند به طرق مختلف به جوامع بومی آسیب بزند. بدون پرداخت جبران مناسب یا پاداش به دانش سنتی در مورد منابع طبیعی، افزایش ناگهانی ارزش تجاری گونه‌های تولیدکننده فراورده طبیعی ممکن است باعث شود این منابع برای مردم بومی غیرقابل دسترس شوند. در برخی موارد، ثبت اختراع توسط شرکت‌های جهان غرب ممکن است استفاده یا فروش آن منبع را توسط هر فرد یا نهادی، از جمله خود جامعه بومی، ممنوع کند. با توجه به اینکه تقریباً یک سوم داروهای کوچک‌مولکولی تأیید شده توسط سازمان غذا و داروی آمریکا (FDA) بین سال‌های ۱۹۸۱ تا ۲۰۱۴ محصولات طبیعی یا ترکیبات مشتق شده از آن‌ها بوده‌اند، موضوع کاوش زیستی یا دزدی زیستی در صنعت داروسازی اهمیت فزاینده‌ای یافته است.
علاوه بر این، سازمان آموزشی، علمی و فرهنگی ملل متحد (یونسکو) در زمینه میراث فرهنگی ناملموس، اشاره کرده است که سنت‌های دارویی و دانش جوامع کالاوایا در پرو تحت تأثیر نبود حمایت‌های قانونی از سوی شرکت‌های دارویی قرار گرفته‌اند. در حال حاضر چندین پروژه پژوهشی دربارهٔ این موضوع در حال انجام است، از جمله تحقیقاتی که با روش‌های دیجیتال دربارهٔ دزدی زیستی داروهای سنتی صورت گرفته‌اند و به تحلیل و توصیف داده‌ها و ترسیم شبکه‌های اجتماعی مرتبط با سازمان‌ها و بازیگران مختلف می‌پردازند.
با پیشرفت تکنیک‌های استخراج مواد ژنتیکی در بیوشیمی و زیست‌شناسی مولکولی، دانشمندان اکنون قادر به شناسایی ژنی خاص هستند که آنزیم‌هایی را هدایت می‌کند که می‌توانند یک مولکول را به مولکول دیگری تبدیل کنند. این پیشرفت علمی پرسشی را مطرح می‌کند که آیا موجود زنده‌ای که حاوی ژن مذکور است و از طریق آزمایش‌ها و دستکاری‌های مختلف اصلاح شده، باید به کشور مبدأ آن تعلق داشته باشد یا خیر.

### پیامدهای استعماری
دزدی زیستی به‌طور تاریخی با استعمار مرتبط بوده است، جایی که کشورهای در حال توسعه غنی از منابع و جوامع بومی بدون اجازه مورد بهره‌برداری قرار می‌گرفتند. از زمان ورود مهاجران اروپایی به دنبال طلا، نقره و ادویه‌های نادر، دانش گسترده‌ای دربارهٔ ثروت‌های گیاهی بسیار ارزشمند شمرده می‌شد. پس از سفر مارکوپولو به جنوب غرب هند و چین، کریستف کلمب با حمایت دربار اسپانیا مسیر «تحارت ادویه» را گسترش داد. این کاوشگران و صدها فرد دیگر، سابقه‌ای بدنام در غارت روستاهای بومی و محروم کردن کشورها از منابع طبیعی خود دارند. شرکت‌های غذایی و دارویی غربی از این تلاش‌ها سودهای هنگفتی به دست آورده‌اند. کالاهای ارزشمندی مانند شکر، فلفل، کینین و قهوه همگی از کشورهای مستعمره گرفته شدند که این امر به تخریب‌های زیست‌محیطی در کشورهای در حال توسعه منجر گردید.
موافقت‌نامه عمومی تعرفه و تجارت (گات) در سال ۱۹۴۷ تلاشی بود برای تشویق تجارت بین‌المللی از طریق کاهش یا حذف موانع تجاری مانند تعرفه‌ها یا سهمیه‌ها. موافقت‌نامه جنبه‌های تجاری حقوق مالکیت فکری (TRIPS) در پایان مذاکرات گات مطرح شد. به‌طور مشابه، کلمب در سال ۱۴۹۲ با دریافت عنوان‌های زمینی از پادشاهان و ملکه‌های اروپایی، سابقه‌ای را ایجاد کرد که به نوعی به عنوان پتنتی برای استعمارگران عمل می‌کرد. توافق‌نامه سازمان تجارت جهانی (WTO) دربارهٔ TRIPS تلاش می‌کند اهمیت حفظ تعادل میان تجارت و مالکیت فکری را نشان دهد. این توافق از سال ۱۹۹۴ اعضای سازمان تجارت جهانی را ملزم می‌کند تا چارچوب‌های قانونی‌ای برای حفاظت از منابع گیاهی و حیوانی در زمینه‌های کشاورزی، دارویی، شیمیایی، نساجی یا سایر کالاها ایجاد کنند. چندین کشور این توافق‌نامه را مورد انتقاد قرار داده‌اند و مدعی شده‌اند که در حفاظت از منابع طبیعی خود نتیجه معکوس داشته است.